# George Taylor (1820–1894)
George Taylor (ur. 19 października 1820 w Wheeling, zm. 18 stycznia 1894 w Waszyngtonie) – amerykański polityk, członek Partii Demokratycznej.

## Działalność polityczna
W okresie od 4 marca 1857 do 3 marca 1859 przez jedną kadencję był przedstawicielem 2. okręgu wyborczego w stanie Nowy Jork w Izbie Reprezentantów Stanów Zjednoczonych.